# Аль-Ахталь
Аль-А́хталь ат-Та́глиби, настоящее имя Гийа́с ибн Га́ус (араб. الأخطل التغلبي‎, около 640 — около 710) — арабский поэт. Принадлежал к арабскому христианскому (в то время) племени таглиб. Жил в Дамаске при дворах омейядских халифов.
Богатое поэтическое наследие аль-Ахталя включает в себя политическую поэзию, многочисленные панегирики Омейядам и их иракским наместникам. Блестящие полемические стихи в адрес его соперника Джарира ибн Атии принесли аль-Ахталю широкую известность в мусульманском мире. Аль-Ахталь был также большим мастером поэзии о вине. Эти стихи отличаются точностью и яркостью деталей и часто вырастают в живые и реалистичные картины действительной жизни, передают личные переживания, радости и горести любви и дружбы и т. п. Творчество аль-Ахталя испытало влияние доисламской арабской поэзии.